# Discografia di Leonard Cohen
Questa pagina ospita la discografia del poeta, scrittore e cantautore Leonard Cohen.

## Album in studio
| 1967                                       | Songs of Leonard Cohen - Pubblicato: 27 Dicembre 1967 - Etichetta: Columbia Records                                               | —  | —  | —  | —  | —  | —  | —  | —  | —  | 13 | 83  | - US: Gold                                                              |
| 1969                                       | Songs from a Room - Pubblicato: 24 Marzo 1969 - Etichetta: Columbia Records                                                       | 10 | —  | —  | —  | —  | —  | —  | —  | —  | 2  | 63  |                                                                         |
| 1971                                       | Songs of Love and Hate - Pubblicato: 19 Marzo 1971 - Etichetta: Columbia Records                                                  | 63 | 8  | —  | —  | 24 | —  | 2  | 11 | —  | 4  | 145 |                                                                         |
| 1974                                       | New Skin for the Old Ceremony - Pubblicato: 11 Agosto 1974 - Etichetta: Columbia Records                                          | —  | 86 | 2  | —  | 17 | —  | 18 | —  | —  | 24 | —   | - UK: Silver                                                            |
| 1977                                       | Death of a Ladies' Man - Pubblicato: 13 Novembre 1977 - Etichetta originale: Warner/Spector - Etichetta attuale: Columbia Records | —  | 85 | —  | —  | —  | —  | —  | 20 | 15 | 35 | —   |                                                                         |
| 1979                                       | Recent Songs - Pubblicato: 27 Settembre 1979 - Etichetta: Columbia Records                                                        | —  | —  | 24 | —  | 56 | —  | —  | —  | —  | —  | —   |                                                                         |
| 1984                                       | Various Positions - Pubblicato: 11 Decembre 1984 - Etichetta: Columbia Records                                                    | 60 | 52 | 18 | 2  | 43 | 99 | —  | 3  | 12 | 52 | —   | - FIN: Gold                                                             |
| 1988                                       | I'm Your Man - Pubblicato: 2 Febbraio 1988 - Etichetta: Columbia Records                                                          | 34 | —  | 22 | 2  | 32 | 84 | 16 | 1  | 6  | 48 | —   | - CAN: Gold - FIN: Gold - NOR: 4× Platinum - SWE: Platinum - UK: Silver |
| 1992                                       | The Future - Pubblicato: 24 Novembre 1992 - Etichetta: Columbia Records                                                           | 7  | —  | 5  | 19 | 79 | —  | 56 | 3  | 5  | 36 | —   | - CAN: 2× Platinum - SWE: Gold - UK: Silver                             |
| 2001                                       | Ten New Songs - Pubblicato: 9 Ottobre 2001 - Etichetta: Columbia Records                                                          | 4  | 67 | 5  | 35 | 16 | 7  | 18 | 1  | 3  | 26 | 143 | - CAN: Platinum - NOR: Platinum - SWE: Gold                             |
| 2004                                       | Dear Heather - Pubblicato: 26 Ottobre 2004 - Etichetta: Columbia Records                                                          | 5  | 98 | 13 | 22 | 19 | 5  | 34 | 2  | 8  | 34 | 131 | - NOR: Gold                                                             |
| 2012                                       | Old Ideas - Pubblicato: 31 Gennaio 2012 - Etichetta: Columbia Records                                                             | 1  | 2  | 2  | 1  | 4  | 2  | 1  | 1  | 2  | 2  | 3   | - CAN: Platinum - SWE: Gold                                             |
| 2014                                       | Popular Problems - Pubblicato: 22 Settembre 2014 - Etichetta: Columbia Records                                                    | —  | —  | —  | —  | —  | —  | —  | —  | —  | —  | —   |                                                                         |
| 2016                                       | You Want It Darker - Pubblicato: 21 Ottobre 2016 - Etichetta: Columbia                                                            | 1  | 2  | 1  | 7  | 2  | 1  | 1  | 1  | 1  | 4  | 7   |                                                                         |
| 2019                                       | Thanks for the Dance - Pubblicato: 22 Novembre 2019 - Etichetta: Columbia                                                         | 1  | 11 | 2  | 17 | 5  | 6  | 5  | 2  | 6  | 7  | 61  |                                                                         |
| " — " denotes releases that did not chart. | |    |    |    |    |    |    |    |    |    |    |     |                                                                         |

## Live
| 1973 | Live Songs - Pubblicato: April, 1973 - Etichetta: Columbia Records                               | —  | —  | 8  | —  | 30 | —  | —  | — | —  | —   | 156 |                                            |                                            |                                            |                                            |                                            |                                            |                                            |                                            |                                            |                                            |                                            |                                            |                                            |                                            |                                            |                                            |                                            |                                            |                                            |                                            |                                            |                                            |                                            |                                            |                                            |                                            |                                            |                                            |                                            |                                            |
| 1994 | Cohen Live: Leonard Cohen in Concert - Pubblicato: 28 giugno 1994 - Etichetta: Columbia Records  | —  | —  | —  | —  | 97 | —  | —  | — | 25 | 35  | —   |                                            |                                            |                                            |                                            |                                            |                                            |                                            |                                            |                                            |                                            |                                            |                                            |                                            |                                            |                                            |                                            |                                            |                                            |                                            |                                            |                                            |                                            |                                            |                                            |                                            |                                            |                                            |                                            |                                            |                                            |
| 2001 | Field Commander Cohen: Tour of 1979 - Pubblicato: 20 febbraio 2001 - Etichetta: Columbia Records | —  | —  | —  | —  | —  | —  | —  | — | —  | 195 | —   |                                            |                                            |                                            |                                            |                                            |                                            |                                            |                                            |                                            |                                            |                                            |                                            |                                            |                                            |                                            |                                            |                                            |                                            |                                            |                                            |                                            |                                            |                                            |                                            |                                            |                                            |                                            |                                            |                                            |                                            |
| 2009 | Live in London - Pubblicato: 31 marzo 2009 - Etichetta: Columbia Records                         | 7  | 26 | 9  | 7  | 13 | 3  | 7  | 8 | 14 | 19  | 76  | - CAN: 3× Platinum - IRE: Gold             |                                            |                                            |                                            |                                            |                                            |                                            |                                            |                                            |                                            |                                            |                                            |                                            |                                            |                                            |                                            |                                            |                                            |                                            |                                            |                                            |                                            |                                            |                                            |                                            |                                            |                                            |                                            |                                            |                                            |
| 2009 | Live at the Isle of Wight 1970 - Pubblicato: 19 ottobre 2009 - Etichetta: Columbia Records       | —  | —  | —  | —  | —  | 73 | 56 | — | —  | 169 | —   |                                            |                                            |                                            |                                            |                                            |                                            |                                            |                                            |                                            |                                            |                                            |                                            |                                            |                                            |                                            |                                            |                                            |                                            |                                            |                                            |                                            |                                            |                                            |                                            |                                            |                                            |                                            |                                            |                                            |                                            |
| 2010 | Songs from the Road - Pubblicato: 14 settembre 2010 - Etichetta: Columbia Records                | 10 | —  | 7  | 37 | 36 | —  | 26 | 7 | 39 | 68  | 112 |                                            |                                            |                                            |                                            |                                            |                                            |                                            |                                            |                                            |                                            |                                            |                                            |                                            |                                            |                                            |                                            |                                            |                                            |                                            |                                            |                                            |                                            |                                            |                                            |                                            |                                            |                                            |                                            |                                            |                                            |
| 2014 | Live in Dublin - Release: December 2, 2014 - Label: Columbia                                     | —  | —  | 33 | —  | 53 | 17 | 19 | — | —  | 84  | —   |                                            |                                            |                                            |                                            |                                            |                                            |                                            |                                            |                                            |                                            |                                            |                                            |                                            |                                            |                                            |                                            |                                            |                                            |                                            |                                            |                                            |                                            |                                            |                                            |                                            |                                            |                                            |                                            |                                            |                                            |
| 2015 | Can't Forget: A Souvenir of the Grand Tour - Release: May 12, 2015 - Label: Sony Legacy          | 8  | 39 | 17 | —  | 23 | 5  | 4  | — | 39 | 18  | 100 |                                            |                                            |                                            |                                            |                                            |                                            |                                            |                                            |                                            |                                            |                                            |                                            |                                            |                                            |                                            |                                            |                                            |                                            |                                            |                                            |                                            |                                            |                                            |                                            |                                            |                                            |                                            |                                            |                                            |                                            |
| 2017 | Angels at My Shoulder – Live 1993 - Release: June 30, 2017 - Label: Leftfield Media              | —  | —  | —  | —  | —  | —  | —  | — | —  | —   | —   | " — " denotes releases that did not chart. | " — " denotes releases that did not chart. | " — " denotes releases that did not chart. | " — " denotes releases that did not chart. | " — " denotes releases that did not chart. | " — " denotes releases that did not chart. | " — " denotes releases that did not chart. | " — " denotes releases that did not chart. | " — " denotes releases that did not chart. | " — " denotes releases that did not chart. | " — " denotes releases that did not chart. | " — " denotes releases that did not chart. | " — " denotes releases that did not chart. | " — " denotes releases that did not chart. | " — " denotes releases that did not chart. | " — " denotes releases that did not chart. | " — " denotes releases that did not chart. | " — " denotes releases that did not chart. | " — " denotes releases that did not chart. | " — " denotes releases that did not chart. | " — " denotes releases that did not chart. | " — " denotes releases that did not chart. | " — " denotes releases that did not chart. | " — " denotes releases that did not chart. | " — " denotes releases that did not chart. | " — " denotes releases that did not chart. | " — " denotes releases that did not chart. | " — " denotes releases that did not chart. | " — " denotes releases that did not chart. | " — " denotes releases that did not chart. |

## Compilation
| 1975                                       | The Best of Leonard Cohen / Greatest Hits - Etichetta: Columbia Records - Formati: CD, CS, LP, 8 TRK                             | —  | — | —  | —  | 43 | —  | 86 | —  | —  | —  | 88 | - UK: Silver - GER: Gold - AUS: 2× Platinum         |
| 1980                                       | Liebesträume – Leonard Cohen singt seine schönsten Lieder - Released in Germany only - Etichetta: CBS - Formati: LP              | —  | — | —  | —  | 3  | —  | —  | —  | —  | —  | —  |                                                     |
| 1989                                       | So Long, Marianne - Etichetta: Columbia Records - Formati: CD                                                                    | —  | — | —  | —  | —  | —  | —  | —  | —  | —  | —  |                                                     |
| 1997                                       | More Best of Leonard Cohen - Pubblicato: October 7, 1997 - Etichetta: Columbia Records - Formati: CD, CS, LP                     | 90 | — | 41 | 19 | —  | —  | 69 | 7  | 22 | —  | 82 | - US: Gold                                          |
| 2002                                       | The Essential Leonard Cohen - Pubblicato: October 22, 2002 - Etichetta: Columbia Records - Formati: CD, LP                       | —  | 9 | 23 | 6  | 76 | 16 | 10 | 3  | 8  | 98 | 57 | - AUS: Gold - FIN: Gold - NOR: Platinum - SWE: Gold |
| 2008                                       | The Collection - Pubblicato: June 27, 2008 - Etichetta: Columbia Records - Formati: CD - Box set                                 | —  | — | —  | 17 | —  | —  | —  | —  | —  | —  | —  |                                                     |
| 2009                                       | Greatest Hits - Pubblicato: July 13, 2009 - Etichetta: Columbia Records - Formati: CD - Remastered version with new tracklisting | —  | — | 28 | 34 | 51 | 6  | —  | —  | —  | —  | 29 |                                                     |
| 2011                                       | The Complete Studio Albums Collection - Pubblicato: October 10, 2011 - Etichetta: Columbia Records - Formati: CD - Box set       | —  | — | —  | —  | —  | —  | 72 | 33 | —  | —  | —  |                                                     |
| " — " denotes releases that did not chart. | |    |   |    |    |    |    |    |    |    |    |    |                                                     |

## Singoli
| 1967                                     | "Suzanne" | —  | —  | —  | — | — | —  | —   | —  | Songs of Leonard Cohen                        |
| 1968                                     | "So Long, Marianne" / "Hey, That's No Way to Say Goodbye"                                                                         | —  | —  | —  | — | — | —  | —   | —  | Songs of Leonard Cohen                        |
| 1969                                     | "Bird on the Wire" | —  | —  | —  | — | — | —  | —   | —  | Songs from a Room                             |
| 1969                                     | "The Partisan" | —  | —  | —  | — | — | —  | —   | —  | Songs from a Room                             |
| 1971                                     | "Joan of Arc" | —  | —  | —  | — | — | —  | —   | —  | Songs of Love and Hate                        |
| 1971                                     | "Diamonds in the Mine" | —  | —  | —  | — | — | —  | —   | —  | Songs of Love and Hate                        |
| 1971                                     | "Dress Rehearsal Rag" / "Avalanche"                                                                                               | —  | —  | —  | — | — | —  | —   | —  | Songs of Love and Hate                        |
| 1971                                     | "The Stranger Song" | —  | —  | —  | — | — | —  | —   | —  | Songs of Leonard Cohen / McCabe & Mrs. Miller |
| 1971                                     | "Winter Lady" | —  | —  | —  | — | — | —  | —   | —  | Songs of Leonard Cohen / McCabe & Mrs. Miller |
| 1971                                     | "So Long, Marianne" / "Bird on the Wire"                                                                                          | —  | —  | —  | — | — | —  | —   | —  | Songs of Leonard Cohen / Songs from a Room    |
| 1973                                     | "Passing Through" | —  | 62 | —  | — | — | —  | —   | —  | Live Songs                                    |
| 1974                                     | "Lover Lover Lover" | —  | —  | —  | — | 9 | —  | —   | —  | New Skin for the Old Ceremony                 |
| 1975                                     | "Tonight Will Be Fine" | —  | —  | —  | — | — | —  | —   | —  | Songs from a Room                             |
| 1976                                     | "Suzanne" [re-issue] | —  | —  | —  | — | — | —  | —   | —  | Greatest Hits                                 |
| 1976                                     | "Do I Have to Dance All Night" (Live) / "The Butcher" (Live)                                                                      | —  | —  | —  | — | — | —  | —   | —  | non-album single                              |
| 1977                                     | "Memories" | —  | —  | —  | — | — | —  | —   | —  | Death of a Ladies' Man                        |
| 1977                                     | "True Love Leaves No Traces" | —  | —  | —  | — | — | —  | —   | —  | Death of a Ladies' Man                        |
| 1978                                     | "Suzanne" / "Bird on the Wire" [re-issue]                                                                                         | —  | —  | —  | — | — | —  | —   | —  | Songs of Leonard Cohen/ Songs from a Room     |
| 1979                                     | "The Guests" | —  | —  | —  | — | — | —  | —   | —  | Recent Songs                                  |
| 1984                                     | "Dance Me to the End of Love" | —  | 29 | —  | 5 | — | —  | —   | —  | Various Positions                             |
| 1984                                     | "Hallelujah" | —  | —  | —  | — | — | —  | —   | —  | Various Positions                             |
| 1986                                     | "Take This Waltz" | —  | —  | —  | 6 | — | —  | —   | —  | Poets in New York                             |
| 1988                                     | "First We Take Manhattan" | —  | —  | —  | — | — | —  | —   | —  | I'm Your Man                                  |
| 1988                                     | "I'm Your Man" | —  | —  | —  | — | — | —  | —   | —  | I'm Your Man                                  |
| 1988                                     | "Ain't No Cure for Love" | —  | —  | —  | — | — | —  | —   | —  | I'm Your Man                                  |
| 1988                                     | "Everybody Knows" | —  | —  | —  | — | — | —  | —   | —  | I'm Your Man                                  |
| 1989                                     | "I Can't Forget" | —  | —  | —  | — | — | —  | —   | —  | I'm Your Man                                  |
| 1991                                     | Solid Gold EP: "First We Take Manhattan" / "Suzanne" / "So Long, Marianne"                                                        | —  | —  | —  | — | — | —  | —   | —  | I'm Your Man / Greatest Hits                  |
| 1991                                     | 1991 Juno Hall of Fame Award Commemorative Sampler: "Hallelujah" / "Ain't No Cure for Love" / "Everybody Knows" / "Tower of Song" | —  | —  | —  | — | — | —  | —   | —  | Various Positions / I'm Your Man              |
| 1992                                     | "Closing Time" | 71 | 5  | —  | — | — | —  | —   | —  | The Future                                    |
| 1992                                     | "Democracy" | —  | —  | —  | — | — | —  | —   | —  | The Future                                    |
| 1993                                     | "The Future" | —  | 17 | —  | — | — | —  | —   | —  | The Future                                    |
| 1993                                     | "Be for Real" | —  | —  | —  | — | — | —  | —   | —  | The Future                                    |
| 1994                                     | "Dance Me to the End of Love" (Live)                                                                                              | —  | —  | —  | — | — | —  | —   | —  | Cohen Live: Leonard Cohen in Concert          |
| 1997                                     | "Never Any Good" | —  | 44 | —  | — | — | —  | —   | —  | More Best of Leonard Cohen                    |
| 2001                                     | "In My Secret Life" | —  | —  | —  | — | — | —  | —   | —  | Ten New Songs                                 |
| 2002                                     | "Boogie Street" | —  | —  | —  | — | — | —  | —   | —  | Ten New Songs                                 |
| 2004                                     | "The Letters" | —  | —  | —  | — | — | —  | —   | —  | Dear Heather                                  |
| 2007                                     | "So Long, Marianne" / "Bird on the Wire" [re-issue]                                                                               | —  | —  | —  | — | — | —  | —   | —  | Songs of Leonard Cohen / Songs from a Room    |
| 2007                                     | "Hallelujah" [re-issue] | —  | —  | 67 | — | — | 27 | 16} | 36 | The Essential Leonard Cohen                   |
| 2009                                     | "The Future" (Live) / "Suzanne" (Live)                                                                                            | —  | —  | —  | — | — | —  | —   | —  | Live in London                                |
| 2011                                     | "Show Me the Place" | —  | —  | —  | — | — | —  | —   | —  | Old Ideas                                     |
| 2012                                     | "Darkness" | —  | —  | —  | — | — | —  | —   | —  | Old Ideas                                     |
| "—" denotes releases that did not chart. | |    |    |    |   |   |    |     |    |                                               |

## Partecipazioni a compilation
- Poets in New York (Federico García Lorca tribute album, 1986, CBS) - "Take This Waltz"
- Are You Okay? (1990, Fontana) – "Elvis' Rolls Royce" (Vocals with Was (Not Was))
- Hear Music Volume 7: Waking (2002, Hear Music) – "Boogie Street"
- Blue Alert – Anjani (2006) Cohen produced, arranged and provided lyrics
- Leonard Cohen: I'm Your Man Soundtrack (2006, Verve Forecast) – "Tower of Song" (with U2)
- Born to the Breed: A Tribute to Judy Collins (2008, Wildflower) – "Since You've Asked" (Dialogue)
- Northern Songs: Canada's Best and Brightest (2008, Hear Music) – "Anthem"